# Echiochilon pauciflorum
Echiochilon pauciflorum är en strävbladig växtart som först beskrevs av John Ellerton Stocks, och fick sitt nu gällande namn av Långström och Mark W. Chase. Echiochilon pauciflorum ingår i släktet Echiochilon och familjen strävbladiga växter. Inga underarter finns listade i Catalogue of Life.